# Kabarettistischer Jahresrückblick (Berlin)
Der Kabarettistische Jahresrückblick Berlin ist ein jährlich aufgeführter Rückblick auf das jeweils vergangene Jahr, der seit 1997 von Bov Bjerg, Christoph Jungmann, Hannes Heesch, Horst Evers und Manfred Maurenbrecher in Berlin aufgeführt wird.
Der Jahresrückblick ist eine Mischung aus gelesenen Texten, Parodien, Songs und Szenen.

## Geschichte
Seit 1997 wird der Jahresrückblick im Dezember und Januar aufgeführt, seit Anfang im Mehringhof-Theater. Im Jahr 2010 kam das Theater am Kurfürstendamm hinzu. Dieses wurde jedoch 2018 abgerissen und soll bis spätestens 2022 wiederaufgebaut werden, bis dahin ist es im Schillertheater Gast, wo nun auch der Jahresrückblick bis voraussichtlich 2022 aufgeführt wird.
Im Jahre 2020 fand der Jahresrückblick erstmals coronabedingt nur online als Stream statt. Er ist frei verfügbar, das Team bittet aber um einen „virtuellen Eintritt“. Der Rückblick ist ein Mix aus Songs, Spielszenen und erstmals auch Puppentheater.
Zudem geht der Jahresrückblick jährlich im Januar auf Tour, dabei werden das Polittbüro Hamburg und Metro-Kino in Kiel angesteuert.
Von Beginn an wurde er von Angela Merkel (Christoph Jungmann) moderiert, zu Anfang noch als Bundesumweltministerin und seit 2005 als Bundeskanzlerin. Inzwischen ist die Moderatorenrolle auf Franziska Giffey übergegangen.

## Buch
Das am 25. Oktober 2019 erschienene Buch „Merkeljahre sind keine Herrenjahre“ wurde von allen fünf Mitgliedern des Jahresrückblicks verfasst und vom Ullstein Verlag herausgegeben. Das Genre des Buches ist Humor und Satire. Das Buch setzt sich aus verschiedenen Texten, unter anderem aller ihrer bisher aufgeführten Jahresrückblicke, zusammen.

## Kritik
„Wie gut, dass auch im zwölften Jahresrückblick des ‚Jahresendzeit‘-Teams klar wird, dass die satirische Antwort auf Politpossen weder akademische Sülze noch ausgekochter Comedy-Knochen sein muss. Bov Bjerg, Horst Evers, Hannes Heesch, Christoph Jungmann und Manfred Maurenbrecher lieferten am Freitag in der Hansa 48 und am Sonnabend im ebenso ausverkauften Metro-Kino wieder leckere Leberwurst. Anarchisch, albern, intelligent und hintersinnig.“

„Das Jahresendzeitteam – dies beweist der Abend, der zwischen Albernheit, Aufbegehren und absurdem Witz schwankt – hat noch lange nicht sein Verfallsdatum überschritten. Die Fünferbande beschränkt sich nicht darauf, Politiker auf die Schippe zu nehmen. Sie bieten auch dem Zeitgeist Paroli.“